# Malcolm Bilson

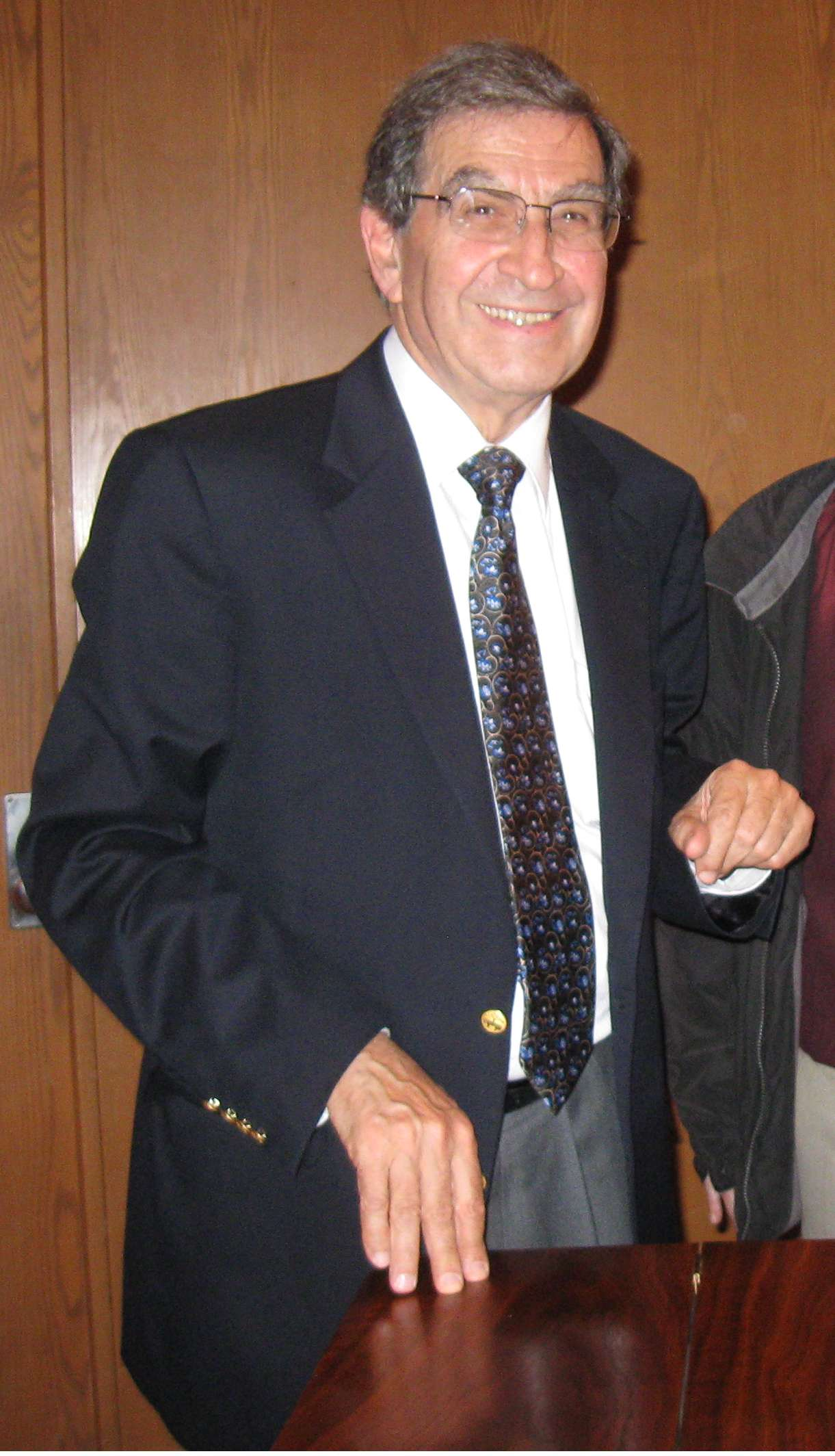
Malcolm Bilson in 2009

Malcolm Bilson (Los Angeles, 24 oktober 1935) is een Amerikaans pianist die gespecialiseerd is in de uitvoering van pianomuziek op de fortepiano. Bilson is de Frederick J. Whiton Professor of Music aan de Cornell University, Ithaca, NY.
Maclolm Bilson werd geboren in Los Angeles en studeerde af aan Bard College in 1957. Hij vervolgde zijn studies met Grete Hinterhofer aan de Akademie für Musik und Darstellende Kunst in Berlijn, later met Reine Gianoli aan de École Normale de Musique in Parijs. Hij studeerde daarna aan de Universiteit van Illinois met Stanley Fletcher en Webster Aitken. In 1976 werd hij hoogleraar aan de Cornell University en in 1990 benoemd tot Frederick J. Whiton Professor of Music.
Bilson staat bekend om zijn opnames uit de jaren 1980 op het Archiv-label van de pianoconcerti van Mozart, in samenwerking met John Eliot Gardiner en The English Baroque Soloists.